# Eva Palyzová
Eva Palyzová, rozená Vítová (17. září 1935 Praha-Královské Vinohrady – 6. července 2011) byla česká dostihová žokejka, trenérka a manažerka. Její život byl spojen s dostihovým závodištěm v Lysé nad Labem, které po roce 1989, kdy jí byl v restituci navrácen rodinný majetek, spoluvlastnila.

## Životopis
Pocházela ze selského rodu, jezdectví se věnovala od svých 12 let, první steeplechase dostih vyhrála ve věku 16 let v Nymburce. V roce 1953 se provdala za vítěze Velké pardubické z roku 1953 Ferdinanda Palyzu, se kterým měla syna Jana Palyzu.
Velké pardubické se zúčastnila sedmkrát, v sedle Cavaleta v roce 1965 (vzhledem k uvolnění politických poměrů mohla tento dostih sledovat Lata Brandisová, poprvé jako čestný divák) a Metála v roce 1971 obsadila druhá místa. Po jediné ženě, která kdy zvítězila ve Velké pardubické, Latě Brandisové se stala druhou nejúspěšnější ženou historie tohoto dostihu. V roce 1971 dojela druhá po známém vítězi Velké Korokovi s Václavem Chaloupkou v sedle.
Mezi její největší úspěchy patří také druhé místo v Československém derby v roce 1978, kdy také skončila druhá s klisnou Elionou.
Po ukončení své jezdecké dráhy pracovala jako trenérka dostihových koní a po roce 1989 též jako podnikatelka a manažerka.